# Popobawa
Popobawa, también Popo Bawa, es el nombre de un espíritu maligno, o shetani, el cual se cree por los pobladores apareció por primera vez en la isla de Pemba, Tanzania. En 1995, fue el foco de un estallido de histeria colectiva o pánico que se extendió desde Pemba a Unguja, la isla principal del Archipiélago de Zanzíbar, y a través de Dar es-Salam y otros centros urbanos en la costa de África Oriental.

## Significando del nombre
Popobawa es un nombre suajili que se traduce literalmente a «murciélago-ala» (del suajili popo, «murciélago», y bawa, «ala»). Este nombre se dice se originó como la descripción de la sombra oscura creada por el espíritu cuando ataca por la noche: no se refiere a la forma real del espíritu, la cual es propensa a cambiar. Los hablantes del idioma suajili también utilizan una forma plural del nombre - mapopobawa - para referirse a las múltiples manifestaciones del temido espíritu.

## Descripción y comportamiento
El popobawa es un cambiaformas y es descrito como tomando diferentes formas, no solo la de un murciélago como su nombre indica. Puede tomar cualquier forma humana o animal, y transformarse de uno al otro. Típicamente visita zonas rurales por la noche, pero también puede ser visto durante el día. Se asocia su presencia con la de un olor Sulfuroso, pero este no es siempre el caso. Popobawa ataca a hombres, mujeres y niños, y puede atacar a todos los miembros de una casa antes de pasar a otra casa en el vecindario. Sus ataques nocturnos pueden variar de agresión física sencilla hasta fenómenos tipo poltergeist; pero el más temido es el asalto sexual y la sodomía entre hombres y mujeres.
Las víctimas son a menudo exhortadas a decir a otros que han sido asaltados, si no, están en riesgo de sufrir repetidas visitas del Popobawa. Durante el pánico causado por el Popobawa muchas personas intentaron montar guardia durante la noche fuera de sus casas para contrarrestar los ataques, a menudo alrededor de una fogata con otros familiares y vecinos. La histeria ocurrió más seguido en Zanzíbar, a lo largo de la isla de Pemba y en el del norte y el oeste de la isla Unguja, incluyendo la ciudad de Zanzíbar. Los episodios también fueron reportados en Dar es-Salam y otras ciudades en el costa continental de Tanzania.

## Origen e historia
Como muchas criaturas legendarias, el popobawa es de origen bastante reciente.
Los avistamientos del popobawa sólo datan de hace aproximadamente cuarenta años; Parkin declara que los primeros reportes datan del año 1965 en la isla de Pemba, apareciendo un poco después de la revolución política de la isla. Los avistamientos más conocidos fueron en 1970, y la criatura reapareció periódicamente en 1980, logrando su cumbre en 1995. Cinco años pasaron sin un avistamiento, pero el popobawa apareció brevemente en el 2000 y luego otra vez en 2007.
Una historia de origen bastante popular del popobawa propone que en 1970 un enojado jeque liberó un djinn para vengarse de sus vecinos. El jeque perdió el control del djinn, quien cambió a tácticas demoníacas. Se ha argumentado que debido a que Zanzíbar fue en el pasado un mercado árabe de esclavos, la historia del popobawa es una memoria social articulada de los horrores de la esclavitud (Parkin, 2004). Muchas de las leyendas en Zanzíbar provinieron de los colonizadores y comerciantes del pasado, incluyendo árabes, portugueses, indios, chinos, británicos, persas y africanos.
El presentador de televisión Benjamin Radford, quien investigó el popobawa en 2007, reportó para el Fortean Times que la leyenda tiene sus raíces en el islam, la religión dominante en el área. Según Radford, «sostener o recitar el Corán se dice que aleja al Popobawa, al igual que la Biblia se dice aleja a los demonios cristianos».

## En cultura popular
- Apareció en el programa de televisión Los sábados secretos en los episodios «El Rey de Kumari Kandam», «El código de los críptidos» y «Las bestias del 5.º Sol».
- En 2008, apareció en un episodio del reality show paranormal estadounidense Destination Truth, en un episodio titulado «El demonio murciélago».
- En la película de terror de 2009 The Archangel Murders, aparece un ser basado en el popobawa tanto en el aspecto como en la manera en la que mata a sus víctimas.

## Lectura adicional
- Anon. (2003). "Terror, Tourism and Odd Beliefs", The Economist, 13 December: 57.
- Jansen, H. (1996). "Popobawa is Dead!", Tanzanian Affairs, 53: 22-24.
- McGreal, C. (1995). "Zanzíbar Diary", The Guardian, 2 October: 11.
- Mohamed, A.A. (2000). Zanzíbar Ghost Stories. Zanzíbar: Good Luck Publishers.
- Parkin, D. (2004). "In the Nature of the Human Landscape: Provenances in the Making of Zanzíbari Politics", in J. Clammer, S. Poirier & E. Schwimmer (eds.) Figured Worlds: Ontological Obstacles in Intercultural Relations. Toronto: University of Toronto Press. 113-131.
- Radford, Benjamin. (2008). "Popobawa". Fortean Times, October 15
- Thompson, Katrina Daly. (2014). "Swahili Talk About Supernatural Sodomy", Critical Discourse Studies, 11: 71-94.